# Litoria brevipalmata
Litoria brevipalmata är en groddjursart som beskrevs av Tyler, Martin och Watson 1972. Litoria brevipalmata ingår i släktet Litoria och familjen lövgrodor. IUCN kategoriserar arten globalt som starkt hotad. Inga underarter finns listade i Catalogue of Life.